# Trần Quý Khoáng
 (mai 2021).
Le contenu est difficilement compréhensible vu les erreurs de traduction, qui sont peut-être dues à l'utilisation d'un logiciel de traduction automatique.
Trần Quý Khoáng est un neveu du dernier Empereur Trần Nghệ Tông régna de 1409 à 1413.

## Histoire
Pendant que l'autre côté soutenait auparavant Dang Tat et Nguyễn Cảnh Chân, dorénavant deux nouveaux personnages font leur apparition : Dang Dung et Nguyen Canh Di, tous deux, ils sont en fait les fils respectifs de Dang Tat et Nguyen Chan. Ces deux hommes recherchant un nouveau maître pour diriger la lutte contre les Ming chinois. Et, ils trouvèrent Trần Quý Khoáng, neveu de Trần Nghệ Tông.
Même au rang de la rébellion, il y eut des clivages et des désagréments au lieu d'unité. Trần Quý Khoáng de son côté finança la guerre contre les envahisseurs Ming. D'un autre côté, Gian Dinh De avait la sienne.

## Affrontement avec les Ming
Connaissant les clivages et les faiblesses de la révolte, les Ming prirent l'initiative d'attaquer Thanh Hóa et Nghệ An en 1413. Cela s'avéra désastreux pour Trần Quý Khoáng. Ensemble Gian Dinh et Trần Quý Khoáng battirent en retraite vers les montagnes et forêts. Leur situation commença à devenir désolée, sans assez de provisions. La flamme de leur résistance s'étiolait. Trần Quý Khoáng fut capturé ensemble avec tout son propre clan, en 1413. Il se suicida.
Un autre Prince 'Trần Cao lui succède en tant qu'Empereur et il mènera la lutte des Trần.
Quelques années plus tard, un nouveau mouvement de résistance naissait se ralliant à la bannière de Lê Lợi.